# 25276 Dimai
25276 Dimai è un asteroide della fascia principale. Scoperto nel 1998, presenta un'orbita caratterizzata da un semiasse maggiore pari a 2,9708405 UA e da un'eccentricità di 0,0488952, inclinata di 8,56074° rispetto all'eclittica.
L'asteroide è dedicato all'astronomo italiano Alessandro Dimai.